# Matheteus theveneti
Matheteus theveneti is een keversoort uit de familie Omethidae. De wetenschappelijke naam van de soort is voor het eerst geldig gepubliceerd in 1874 door LeConte.